# Charlotte Kossuth
Charlotte Kossuth (geb. Scheitzel, * 16. Juni 1925 in Bolkenhain, Schlesien; † 19. Juni 2014 in Berlin) war eine deutsche Lektorin und Übersetzerin aus dem Russischen. Sie übersetzte u. a. Werke von Tschingis Aitmatov, Wiktor Astafjew, Daniil Granin und Juri Rytcheu.

## Leben
Der Vater von Charlotte Kossuth war Jurist, ihre Mutter Lehrerin in Bolkenhain. Nach ihrem Abitur 1943 in Hirschberg/Riesengebirge studierte sie 1943 ein Semester Volkswirtschaft an der Universität Breslau, bevor sie zum Kriegseinsatz in die Industrie zwangsverpflichtet wurde. Im Januar 1945 floh sie nach Halle/Saale und studierte dort von 1946 bis 1950 an der MLU Slawistik und Anglistik. 1946 trat sie in die SPD ein und wurde mit der Zwangsvereinigung von SPD und KPD zur SED Mitglied der SED. Während des Studiums heiratete sie 1949 ihren Kommilitonen, den aus Kiew gebürtigen Leonhard Kossuth, und arbeitete ab 1950 als Dozentin für Russisch an der ABF Halle, später als Sprachlektorin an der MLU. Nach dem XX. Parteitag der KPdSU wurde sie wegen Teilnahme an kontroversen Diskussionen über den stalinistischen Personenkult im Juni 1957 gemeinsam mit Harry Schmidtke, Harro Lucht und Hartmut Harreß festgenommen. Nach anderthalb Jahren Haft im Untersuchungsgefängnis der Staatssicherheit wurde sie wegen „Beihilfe zum Staatsverrat“ zu 20 Monaten Gefängnishaft verurteilt. 1959, nach ihrer Entlassung aus der Haft, arbeitete sie zur „Bewährung in der Produktion“ als Montiererin im Elektro-Apparate-Werk Berlin. Von 1961 bis 1988 lektorierte sie hauptamtlich in Ost-Berlin russische klassische und sowjetische Literatur beim Aufbau-Verlag Berlin und Weimar und für den Zürcher Unionsverlag. Durch intensive Kontakte zu sowjetischen Autoren und einem ähnlichen persönlichen Erfahrungshorizont wie diese (Diktatur, Krieg, Vertreibung, Inhaftierung) wurde sie zu deren DDR-Übersetzerin ins Deutsche, so für u. a. Tschingis Aitmatow, Wiktor Astafjew, Daniil Granin und Juri Rytchëu. In die Übersetzertätigkeit bezog sie oft auch ihren Ehemann Leonhard als Lektor ein. Ihre Übersetzungen, speziell für die DDR-Ausgaben der Werke, hatten einen wichtigen Anteil an der Rezeption der Perestroika in der DDR. 1976 wurde sie in den Schriftstellerverband der DDR, 1990 in den Verband deutscher Schriftsteller aufgenommen und 1990 vom Obersten Gericht der DDR rehabilitiert.
Charlotte Kossuth starb 2014 in Berlin und wurde auf dem Wiener Zentralfriedhof begraben.

## Übersetzungen (Auswahl)
- Tschingis Aitmatow: Frühe Kraniche. Aus d. Russ. von Charlotte Kossuth, Verlag Volk u. Welt, Ost-Berlin, 1976

- Juri Nagibin: Wie der Wald gekauft wurde / Als das Feuerwerk erlosch. Aus d. Russ. von Charlotte Kossuth, Verlag Volk u. Welt, Ost-Berlin, 1976
- Tschingis Aitmatow: Der Tag zieht den Jahrhundertweg : Roman. Aus d. Russ. von Charlotte Kossuth, Verlag Volk u. Welt, Ost-Berlin, 1982
- Viktor Astafjew: Das Pferd mit der rosa Mähne. Aus d. Russ. von Charlotte Kossuth, Parabel-Verlag, München, 1982
- Daniil Granin: Die Spur ist sichtbar noch. Aus d. Russ. von Charlotte Kossuth, Verlag Volk u. Welt, Ost-Berlin, 1986

- Tschingis Aitmatow: Die Richtstatt : Roman. Aus d. Russ. von Charlotte Kossuth, Verlag Volk u. Welt, Ost-Berlin, 1987, ISBN 978-3-353-00261-7
- Juri Nagibin: Steh auf und geh. Aus d. Russ. von Charlotte Kossuth, Verlag Volk u. Welt, Ost-Berlin, 1990, ISBN 978-3-353-00609-7

- Juri Rytcheu: Die Suche nach der letzten Zahl : Roman. Aus dem Russischen von Charlotte und Leonhard Kossuth,  Unionsverlag, Zürich, 1995, ISBN 978-3-293-30453-6

## Rezeption
"In dem sehr guten Nachruf (auf Tschingis Aitmatov, 2008) vermisse ich als begeisterte Aitmatow-Leserin die Erwähnung der Übersetzerin Charlotte Kossuth für die im Verlag Volk und Welt erschienenen Bücher für den DDR-Leser. Kurz nachdem die "Richtstatt", übersetzt von Frau Kossuth, erschienen war, bekam ich den von Herrn Hitzer für die Westleser übersetzten "Richtplatz" geschenkt. Einfach aus Interesse habe ich mehrere Passagen hinsichtlich ihrer Übersetzung verglichen und bin zu dem Ergebnis gekommen, dass die Übersetzung von Charlotte Kossuth eine außerordentliche sprachliche Prägnanz und Feinheit aufweist, die im "Richtplatz" in dieser Qualität nicht erreicht wurde."

## Auszeichnungen (Auswahl)
Für ihre Übersetzungen hat Charlotte Kossuth zahlreiche Preise erhalten, u. a.:
- Ehrenurkunde des Schriftstellerverbandes der UdSSR (1967)
- Ehrenurkunde des Staatlichen Komitees für das Verlagswesen beim Ministerrat der Litauischen SSR (1975)
- Kunstpreis der Gesellschaft für Deutsch-Sowjetische Freundschaft (1983)
- Ehrendiplom der WAAP (1983)